# The Sportsman
Pour plus de détails, voir Fiche technique et Distribution.
The Sportsman est un film muet américain Réalisé par Larry Semon et Norman Taurog, sorti en 1921.

## Synopsis
Comédie mettant un scène un chasseur d'animaux sauvages.

## Fiche technique
- Titre : The Sportsman
- Réalisation : Larry Semon et Norman Taurog
- Scénario : Larry Semon et Norman Taurog
- Société de production : Vitagraph Company
- Société de distribution : Vitagraph Company
- Pays de production :  États-Unis
- Langue : titres en anglais
- Format : Noir et blanc - 35 mm - 1,37:1  -  Muet
- Genre : comédie
- Longueur : deux bobines
- Date de sortie : 
  - États-Unis : janvier 1921

## Distribution
Source principale de la distribution :
- Larry Semon : le sportif
- Lucille Carlisle : la fille du touriste
- Al Thompson : le touriste
- Frank Alexander : le Sultan
- William Hauber : le chef de la garde